# استان بریتانیای نو شرقی
بریتانیای نو شرقی یکی از استان‌های کشور پاپوآ گینه نو می‌باشد که در قسمت شمال شرق جزیره بریتانیای نو قرار گرفته‌است. جزایر دوک یورک، در این استان واقع شده‌است. مرکز استان کوکوپو است که در فاصله نه چندان دوری از مرکز سابق این استان یعنی رابائول قرار گرفته‌است. رابائول در جریان فوران آتش‌نشان سال ۱۹۹۴ ویران گردید.
مساحت این استان ۱۵٬۸۱۶ کیلومتر مربع (۶٬۱۰۷ مایل مربع) و جمعیت آن حدود ۲۲۰٬۱۳۳ نفر طبق سرشماری سال ۲۰۰۰ میلادی بوده‌است که در سال ۲۰۱۱ به ۲۷۱٬۲۵۰ نفر رسیده‌است. خطوط ساحلی این استان بیشتر از ۱۰۴٬۰۰۰ مایل است.

## تقسیمات
| منطقه         | مرکز منطقه | نام فرمانداری محلی                       |
| ------------- | ---------- | ---------------------------------------- |
| منطقه گازل    | کروات      | فرمانداری محلی روستایی گازل مرکزی        |
| منطقه گازل    | کروات      | فرمانداری محلی روستایی اینلند بائینینگ   |
| منطقه گازل    | کروات      | فرمانداری محلی روستایی لاسول بائینینگ    |
| منطقه گازل    | کروات      | فرمانداری محلی روستایی لیووآن-رئیمبر     |
| منطقه گازل    | کروات      | فرمانداری محلی روستایی توما-وونادیدیر    |
| منطقه کوکوپو  | کوکوپو     | فرمانداری محلی روستایی بیتاپاکا          |
| منطقه کوکوپو  | کوکوپو     | فرمانداری محلی روستایی دوک یورک          |
| منطقه کوکوپو  | کوکوپو     | فرمانداری محلی شهری کوکوپو-وونامامی      |
| منطقه کوکوپو  | کوکوپو     | فرمانداری محلی روستایی رالوآنا           |
| منطقه پومیو   | پومیو      | فرمانداری محلی روستایی مرکزی-پومیو داخلی |
| منطقه پومیو   | پومیو      | فرمانداری محلی روستایی پومیو شرقی        |
| منطقه پومیو   | پومیو      | فرمانداری محلی روستایی ملکوئی            |
| منطقه پومیو   | پومیو      | فرمانداری محلی روستایی سینیویت           |
| منطقه پومیو   | پومیو      | فرمانداری محلی روستایی پومیو غربی-ماموسی |
| منطقه رابائول | رابائول    | فرمانداری محلی روستایی بالاناتامان       |
| منطقه رابائول | رابائول    | فرمانداری محلی روستایی کومبیو            |
| منطقه رابائول | رابائول    | فرمانداری محلی شهری رابائول              |
| منطقه رابائول | رابائول    | فرمانداری محلی روستایی جزیره واتوم       |